# Viện Khoa học và công nghệ, Bộ Công an (Việt Nam)
Viện Khoa học và công nghệ trực thuộc Bộ Công an Việt Nam có trách nhiệm tham mưu giúp Đảng ủy Công an Trung ương, lãnh đạo Bộ Công an về công tác nghiên cứu khoa học và công nghệ của Bộ Công an; trực tiếp tham gia tác chiến kỹ thuật; tổ chức nghiên cứu, chế tạo, sản xuất, kiểm định, cung cấp phương tiện kỹ thuật nghiệp vụ, phát triển ứng dụng khoa học, công nghệ và môi trường

## Lịch sử
Theo Nghị định số 01/NĐ-CP ngày 6 tháng 8 năm 2018 quy định về chức năng, nhiệm vụ, quyền hạn và cơ cấu tổ chức bộ máy của Bộ Công an. Sau khi giải thể các Tổng cục, Viện Khoa học và công nghệ được thành lập dựa trên cơ sở sáp nhập 2 viện là "Viện Kỹ thuật điện tử và cơ khí nghiệp vụ" và "Viện Kỹ thuật hóa học, sinh học và tài liệu nghiệp vụ".

## Lãnh đạo Viện hiện nay
- Viện trưởng:[5] Thiếu tướng Lưu Hồng Quảng
- Phó Viện trưởng: Đại tá Trần Quang Tuấn
- Phó Viện trưởng: Đại tá Đào Trọng Sơn
- Phó Viện trưởng: Đại tá Vũ Đình Khiêm
- Phó Viện trưởng: Thượng tá Lê Hoài Anh
- Phó Viện trưởng: Thượng tá Nguyễn Thị Xuân Huệ

## Viện trưởng qua các thời kỳ
- Từ 2018 - 1/9/2022: Trung tướng Lê Minh Quý
- Từ 1/9/2022 - 1/11/2023: Trung tướng Nguyễn Ngọc Toàn
- Từ 1/2/11/2023 - 4/9/2024: Trung tướng Lê Minh Quý
- Từ 5/9/2024 - nay: Thiếu tướng Lưu Hồng Quảng

## Phó Viện trưởng qua các thời kỳ
- Đại tá Trần Quang Tuấn
- Đại tá Đào Trọng Sơn
- Đại tá Vũ Đình Khiêm
- Thượng tá Lê Hoài Anh